# Общественная палата Российской Федерации
Общественная палата Российской Федерации (неофиц. сокр. Общественная палата, ОП РФ) —консультативно-совещательный орган в Российской Федерации, созданный 1 июля 2005 года.
Общественная палата Российской Федерации была сформирована в соответствии с Федеральным законом «Об Общественной палате Российской Федерации». Согласно Закону, Общественная палата избирается каждые три года и осуществляет взаимодействие граждан с органами государственной власти и местного самоуправления в целях учёта потребностей и интересов граждан, защиты их прав и свобод при формировании и реализации государственной политики, а также в целях осуществления общественного контроля за деятельностью органов власти.
Согласно федеральному закону № 235-ФЗ от 23 июля 2013 года Общественная палата должна состоять из 172 (ранее — из 126) членов, представляющих три равнозначные группы. Это 40 граждан, которых указом утверждает Президент РФ; 89 представителей региональных общественных палат; 43 представителя общероссийских общественных объединений.
10 июня 2008 г. был принят Федеральный закон № 76-ФЗ «Об общественном контроле за обеспечением прав человека в местах принудительного содержания и о содействии лицам, находящимся в местах принудительного содержания». Во исполнение Закона, Общественная палата стала координатором работы по формированию общественных наблюдательных комиссий, образуемых в субъектах Российской Федерации.
В целях проведения общественной экспертизы законопроектов, Общественная палата и Государственная Дума подписали Соглашение об информационном сотрудничестве и взаимодействии. В 2009 г., благодаря поправкам в законодательство, был установлен порядок, в соответствии с которым все социально значимые законопроекты в обязательном порядке проходят экспертизу Общественной палаты.
Палата использует разнообразные формы своей работы: общественные слушания, круглые столы, выездные заседания и др. Ежегодно проводится несколько сотен публичных мероприятий. Пленарные заседания собирают всех членов Палаты. На них рассматриваются наиболее значимые вопросы развития страны и гражданского общества. В среднем проводится 3-4 пленарных заседаний в год. На первом, организационном пленарном заседании очередного состава члены Палаты принимают решения об избрании Секретаря Общественной палаты и его заместителей, о формировании рабочих органов — комиссий и межкомиссионных рабочих групп. Ежегодно на декабрьском пленарном заседании заслушивается и принимается Доклад Общественной палаты о состоянии гражданского общества в Российской Федерации.
Общественная палата Российской Федерации содействует формированию региональных общественных палат. Члены Палаты входят в общественные советы при федеральных министерствах и ведомствах.
Палата активно развивает международное сотрудничество. С момента создания Общественной палаты подписаны меморандумы и соглашения о сотрудничестве с аналогичными институтами гражданского общества в различных странах. С 2011 года ОП РФ входит в Президиум Международной Ассоциации экономических и социальных советов и схожих институтов (МАЭСССИ). В 2013—2015 гг. ОП РФ была председателем МАЭСССИ.
В октябре 2021 года решением сессии Генеральной ассамблеи МАЭСССИ Общественная палата Российской Федерации утверждена в качестве Председателя Ассоциации на 2021—2023 гг., а Секретарь Общественной палаты Лидия Михеева избрана Президентом МАЭСССИ. Программа председательства ОП РФ в МАЭСССИ осуществляется в рамках темы «Жизнь в онлайн-эпоху: новые вызовы и поиск решений».

## История
В России Общественная палата на федеральном уровне была создана распоряжением Президента РФ в 1994 году и называлась «Общественная палата при Президенте Российской Федерации».
В 1996 году указом Президента Б. Ельцина Общественная палата была преобразована в Политический консультативный совет при Президенте Российской Федерации, в 2000 году указом Президента В. Путина этот орган был упразднён.
Современная «Общественная палата» была учереждена 4 апреля 2005 года в соответствии с Федеральным законом от № 32-ФЗ «Об Общественной палате Российской Федерации» и начала работу в январе 2006 года. Общественная палата избирается каждые три года (до 2012 — каждые два года).
Порядок деятельности палаты, порядок принятия ею решений, проведение пленарных заседаний регулируются Регламентом Общественной палаты.
Регламент был принят на пленарном заседании Общественной палаты Российской Федерации 22 января 2006 года, он устанавливает правила внутренней организации и определяет порядок деятельности Общественной палаты, её органов, членов и аппарата. 21 декабря 2015 года решением Общественной палаты Российской Федерации Регламент Общественной палаты Российской Федерации принят в новой редакции.
В связи с пандемией коронавируса и рекомендациями властей по санитарно-эпидемиологическим мерам 11 апреля 2020 года решением Общественной палаты Российской Федерации от 11.04.2020 № 178-П в Регламент Общественной палаты Российской Федерации были внесены изменения, которые позволили членам ОП РФ принимать участие в мероприятиях лично или удалённо с использованием электронных или иных технических средств, позволяющих идентифицировать того или иного члена Общественной палаты и достоверно установить его волеизъявление, в пленарных заседаниях Общественной палаты, в работе комиссий, рабочих групп, членом которых он является (ст. 8, п. 2.1 Регламента Общественной палаты Российской Федерации).

## Состав
Включение в члены ОП происходит по сложной системе, детали которой менялись в разные периоды её работы. Первые два состава имели двухлетний срок полномочий, следующие — трёхлетний.
В настоящее время общественная палата формируется следующим образом: после проведения консультаций Президент России определяет кандидатуры 40 членов палаты имеющих особые заслуги перед государством и обществом. Они, в свою очередь, должны согласиться или отказаться от предложения в течение 30 дней, после чего Президент своим указом окончательно утверждает 40 членов Общественной палаты.
Одновременно общественные палаты субъектов Российской Федерации избирают из своего состава путём тайного альтернативного голосования по одному обладающему безупречной репутацией представителю в состав Общественной палаты на своих заседаниях большинством голосов от общего числа членов соответствующих общественных палат. При этом член Общественной палаты не может одновременно являться руководителем общественной палаты субъекта Российской Федерации. В случае избрания в состав Общественной палаты руководителя общественной палаты субъекта Российской Федерации он обязан сложить свои полномочия руководителя общественной палаты субъекта Российской Федерации.
В целях определения сорока трёх представителей от общероссийских общественных объединений и иных некоммерческих организаций члены Общественной палаты действующего состава, а также утверждённые Президентом Российской Федерации члены Общественной палаты совместно с членами Общественной палаты от общественных палат субъектов Российской Федерации нового состава образуют в соответствии с Регламентом Общественной палаты Российской Федерации рабочую группу для организации и проведения конкурса по отбору сорока трёх членов Общественной палаты от общероссийских общественных объединений и иных некоммерческих организаций. В состав указанной Рабочей группы входят семь членов Общественной палаты Российской Федерации действующего состава, семь членов Общественной палаты из числа утверждённых Президентом России и семь членов Общественной палаты Российской Федерации от общественных палат субъектов Российской Федерации нового состава.
В течение 30 дней со дня объявления конкурса общероссийские общественные объединения и иные некоммерческие организации направляют в рабочую группу заявления о выдвижении своих представителей в состав Общественной палаты. На основании поданных заявок рабочая группа формирует список участников конкурсного отбора. В течение 15 дней после формирования списка члены Общественной палаты Российской Федерации, утверждённые Президентом Российской Федерации, и члены Общественной палаты Российской Федерации от общественных палат субъектов Российской Федерации нового состава голосуют за кандидатов из списка.
По итогам голосования указанных членов Общественной палаты Российской Федерации рабочая группа не позднее пяти дней со дня истечения срока голосования определяет в состав Общественной палаты Российской Федерации по три представителя общероссийских общественных объединений и иных некоммерческих организаций по тринадцати направлениям общественной деятельности, набравших большинство голосов (в порядке убывания количества голосов), а также четырёх представителей общероссийских общественных объединений и иных некоммерческих организаций по одному направлению общественной деятельности, набравших большинство голосов (в порядке убывания количества голосов).
Согласно Федеральному закону «Об Общественной палате Российской Федерации» от 04.04.2005 № 32-ФЗ Общественная палата Российской Федерации состоит из 168 членов (ранее — из 166) членов, представляющих 3 равнозначные группы: 40 граждан РФ, которых указом утверждает Президент РФ, 85 представителей региональных общественных палат и 43 представителей общероссийских общественных объединений, иных некоммерческих организаций.
Согласно Федеральному закону «Об Общественной палате Российской Федерации», не допускается выдвижение кандидатов в члены палаты политическими партиями и организациями, зарегистрированными менее чем за один год до дня истечения срока полномочий членов Общественной палаты действующего состава, или в отношении которых было вынесено предупреждение о недопустимости осуществления экстремистской деятельности, а также организациями, деятельность которых была приостановлена судом в соответствии с законом «О противодействии экстремистской деятельности».
Согласно Регламенту Общественной палаты, члены палаты принимают личное участие в её работе, осуществляют свою деятельность на общественных началах, обладают равными правами при обсуждении и принятии решений Общественной палаты, имеют право избирать и быть избранными на выборные должности и в органы Общественной палаты.
К выборам Общественной палаты 2017 года применявшееся ранее интернет-голосование было отменено.

### Первый состав Общественной палаты
Первый состав Общественной палаты был сформирован 23 декабря 2005 года со сроком полномочий на 2006—2008 годы. Первое пленарное заседание сформированной Общественной палаты прошло 22 января 2006 года в Георгиевском зале Кремля.

### Второй состав Общественной палаты
Второй состав Общественной палаты был сформирован ____________ года со сроком полномочий на 2008—2010 годы.

### Третий состав Общественной палаты
Третий состав Общественной палаты был сформирован ____________ года со сроком полномочий на 2010—2012 годы.

### Четвёртый состав Общественной палаты
Четвёртый состав Общественной палаты был сформирован ____________ года со сроком полномочий на 2012—2014 годы.

### Пятый состав Общественной палаты
Пятый состав Общественной палаты был сформирован ____________ года со сроком полномочий на 2014—2017 годы.
Согласно федеральному закону № 294-ФЗ от 2 ноября 2013 года срок полномочий состава Общественной палаты был увеличен с двух до трёх лет. Был, частично изменён и механизм отбора членов. Общественная палата, начиная с этого созыва состоит из 168 (ранее — из 166) членов, представляющих 3 равнозначные группы. Это 85 представителей региональных общественных палат; 40 граждан РФ, которых указом утверждает Президент РФ; 43 представителя общероссийских общественных объединений и иных некоммерческих организаций. Эти представители отбирались открытым интернет-голосованием. Не менее половины кандидатур, отбираемых интернет-голосованием, также должны были составлять представители профессиональных объединений граждан. Голосование в Интернет началось 1 мая и завершилось 30 мая в 23.59 по Москве.

### Шестой состав Общественной палаты
- Текущий состав Общественной палаты Российской Федерации (2020) Архивная копия от 6 августа 2020 на Wayback Machine

### Седьмой состав Общественной палаты
- Общественная палата Российской Федерации седьмого состава Архивная копия от 18 мая 2021 на Wayback Machine (2020—2023)

## Деятельность
Согласно Федеральному закону «Об Общественной палате Российской Федерации» деятельность Общественной палаты направлена на согласование интересов граждан, общественных объединений, органов государственной власти и местного самоуправления для решения наиболее важных вопросов экономического и социального развития, обеспечения национальной безопасности, защиты прав и свобод граждан, конституционного строя и демократических принципов развития гражданского общества в стране.
Общественная палата проводит общественную экспертизу социально значимых проектов федеральных законов, проектов законов субъектов РФ, проектов нормативных правовых актов органов исполнительной власти РФ и проектов правовых актов органов местного самоуправления.
Работа Общественной палаты осуществляется в соответствии с ежегодно утверждаемыми Планом мероприятий Общественной палаты и Планом общественной экспертизы.
Советом Общественной палаты ежегодно утверждается План мероприятий Общественной палаты и План общественной экспертизы на основе предложений комиссий и рабочих групп, а Аппарату Общественной палаты поручается организовать работу по указанным планам.
Форумы активных граждан «Сообщество»
Форумы активных граждан «Сообщество» Архивная копия от 11 февраля 2016 на Wayback Machine — эффективная площадка для взаимодействия бизнеса, власти и общества. В 2015 году форумы прошли во всех федеральных округах — в Нижнем Новгороде (для жителей ПФО), Новосибирске (СФО), Петрозаводске (СЗФО), Якутске (ДФО), Челябинске (УрФО), Севастополе (КФО), Ставрополе (СКФО) и Краснодаре (ЮФО).
- В 2016 году форумы прошли во всех федеральных округах — в Перми (для жителей ПФО), Омске (СФО), Хабаровске (ДФО), Ялте (КФО), Екатеринбурге (УрФО), Череповце (СЗФО), Грозном (СКФО), Волгограде (ЮФО).
- В 2017 году форумы прошли — в Ярославле (ЦФО), Красноярске (СФО), Казани (ПФО), Ростове-на-Дону (ЮФО), Тюмени (УрФО), Ставрополе (СКФО), Владивостоке (ДФО), Санкт-Петербурге (СЗФО).
- В 2018 году форумы прошли в Астрахани (ЮФО), Уфе (ПФО), Ханты-Мансийске (УрФО), Томске (СФО), Туле (ЦФО), Калининграде (СЗФО), Южно-Сахалинске (ДФО).
- В 2019 году форумы прошли в Махачкале и Владикавказе (СКФО), Улан-Удэ (ДФО), Архангельске (СЗФО), Мичуринске и Белгороде (ЦФО).
- В 2020 году форум прошёл в Кургане (УрФО).
- В 2021 году форумы прошли во Владикавказе (СКФО), Твери (ЦФО), Саранске (ПФО), Хабаровске (ДФО).
- В 2022 году форумы прошли в Новосибирске (СФО), Липецке (ЦФО), Казани (ПФО), Петрозаводске (СЗФО).
- В 2023 году форумы прошли в Воронеже (ЦФО), Якутстке (СФО), Самаре (ПФО), Вологде (СЗФО).

Серия форумов завершается итоговым форумом в Москве, в котором ежегодно принимают участие более 5000 представителей НКО, бизнеса и власти. В итоговых форумах «Сообщество» традиционно принимает участие Президент Российской Федерации Владимир Путин.
Фестиваль гражданского общества «Добрые люди»
Фестиваль «Добрые люди» ежегодно проводится Общественной палатой Российской Федерации в г. Москве с 2017 года. Фестиваль знакомит участников с деятельностью НКО, является местом презентации проектов, реализуемых благотворительными фондами, общественными объединениями, гражданскими активистами и рассказывает о возможностях участия рядового гражданина в социальных проектах.
В 2019 году в Фестивале приняли участие около 500 000 человек.
Общественные советы при министерствах и ведомствах
Общественная палата РФ полностью формирует составы общественных советов при федеральных органах исполнительной власти. Общественные советы при федеральных органах исполнительной власти являются субъектами общественного контроля, формируются на конкурсной основе, если иной порядок формирования общественных советов при отдельных федеральных органах исполнительной власти не предусмотрен нормативными правовыми актами Президента Российской Федерации или Правительства Российской Федерации. Единственным организатором конкурса является Общественная палата Российской Федерации.
Конкурс «Мой проект — моей стране»
С 2017 года Общественная палата Российской Федерации проводит ежегодный конкурс социально значимых проектов «Мой проект — моей стране!». Цель конкурса — выявление и распространение лучших практик, поддержка и вовлечение их авторов в развитие конструктивной гражданской активности.
Принять участие в конкурсе могут лидеры некоммерческих организаций, авторы социальных проектов, социально активные граждане и социально ответственные компании, подав заявку в одной из 14 номинаций конкурса. Отмечается ежегодный рост числа заявок, подаваемых на конкурс: в 2018 году было подано 1326 заявок, в 2019 году количество заявок выросло до 1708.
Награждение победителей традиционно проходит на Итоговом форуме «Сообщество», в торжественной церемонии принимает участие Президент Российской Федерации.
Работа с обращениями граждан
Работа с обращениями граждан — приоритетное направление деятельности ОП РФ. Основная часть обращений, поступающих в Общественную палату, касается ЖКХ, дорожного строительства и инфраструктуры, занятости. Каждое обращение внимательно рассматривается членами ОП РФ в соответствии с законодательством. Общественная палата старается помочь человеку решить проблему и выявить общие проблемы и тенденции, которые нуждаются в законодательной корректировке, во внимании со стороны властей.
В VII составе ОП РФ изменила формат работы с обращениями граждан, создав межкомиссионную группу по контролю за обращениями.
Подать обращение в Общественную палату можно на официальном сайте ОП РФ (https://www.oprf.ru/feedback/ Архивная копия от 6 августа 2020 на Wayback Machine) и по телефону горячей линии 8-800-737-77-66.
Общественные слушания и «нулевое чтение» в Общественной палате РФ
В ходе встречи с членами Общественной палаты РФ Владимир Путин отметил важность работы ОП РФ в формате «нулевого чтения»: «Эта повседневная работа обеспечения доступа общественности к законотворчеству и есть реальный механизм прямой демократии, которую мы последовательно развиваем и будем это делать дальше». Общественная палата РФ проводит общественную экспертизу законопроектов, имеющих большую социальную значимость, ещё до первого чтения в Государственной Думе РФ. Эта процедура обеспечивает защиту социальных, экономических и других законных интересов граждан на этапе формирования механизмов регулирования тех или иных сфер деятельности, отраслей экономики и других процессов.
Общественные советы при министерствах и ведомствах
Общественная палата РФ полностью формирует составы общественных советов при федеральных органах исполнительной власти. Общественные советы при федеральных органах исполнительной власти являются субъектами общественного контроля, формируются на конкурсной основе, если иной порядок формирования общественных советов при отдельных федеральных органах исполнительной власти не предусмотрен нормативными правовыми актами Президента Российской Федерации или Правительства Российской Федерации. Единственным организатором конкурса является Общественная палата Российской Федерации.
Общественные экспертизы
Общественная палата проводит общественную экспертизу проектов федеральных конституционных законов и федеральных законов, проектов иных нормативных правовых актов, которые официально внесены в соответствующий орган власти, либо находятся на стадии проработки и согласования в федеральном органе исполнительной власти.
Общественной палатой принимается решение о проведении общественной экспертизы проектов законов Российской Федерации о поправках к Конституции Российской Федерации, проектов федеральных конституционных законов и федеральных законов при внесении их в Государственную Думу Федерального Собрания Российской Федерации и направлении в Общественную палату вместе со всеми прилагаемыми к ним документами и материалами в соответствии с частью 4 статьи 18 Федерального закона «Об Общественной палате Российской Федерации».
По результатам общественной экспертизы Общественная палата утверждает заключение, которое носит рекомендательный характер и соответственно направляется Президенту Российской Федерации, в Совет Федерации Федерального Собрания Российской Федерации, в Государственную Думу Федерального Собрания Российской Федерации, федеральным органам исполнительной власти, органам государственной власти субъектов Российской Федерации не менее чем за 10 дней до даты рассмотрения соответствующего законопроекта в первом чтении (в исключительных случаях — во втором чтении) или до даты, установленной для представления отзывов, предложений и замечаний по соответствующему нормативному правовому акту.
Пленарные заседания
Члены Общественной палаты РФ собираются на пленарном заседании, чтобы подвести итоги работы, отчитаться о проведённых мероприятиях, обсудить приоритетные направления деятельности и актуальные вопросы. Пленарные заседания Общественной палаты проводятся не реже двух раз в год. По решению совета Общественной палаты может быть проведено внеочередное пленарное заседание. В ходе пленарного заседания состоявшегося 23 июня 2015 года члены Палаты отчитались за год работы нового состава перед Президентом России Владимиром Путиным. После проведения первого пленарного заседания нового состава члены Общественной палаты встречаются с Президентом России для обсуждения задач и векторов развития гражданского общества в России. Встреча членов VI состава с Владимиром Путиным состоялась 20 июня 2017 года, встреча членов VII состава с Президентом РФ прошла по видеоконференцсвязи 25 июня 2020 года.
«Горячая линия» Общественной палаты РФ
«Горячая линия» 8-800-700-8-800 — постоянно действующий канал оперативной связи с комиссиями Общественной палаты РФ по наиболее актуальным вопросам, таким как невыплата зарплаты, ЖКХ, получение инвалидности, занятость, экология, образование и др.
Развитие института общественного наблюдения
ОП РФ и региональные общественные палаты осуществляют общественный мониторинг соблюдения избирательных прав граждан с 2012 года, а непосредственно общественное наблюдение на выборах — с 2018 года. Тогда впервые было предложено наряду с партийными наблюдателями и наблюдателями от кандидатов, международными наблюдателями разрешить общественным палатам делегировать представителей гражданского общества на избирательные участки также для участия в наблюдении за голосованием.
В 2018 году соответствии с ФЗ № 374-ФЗ «О внесении изменений в Федеральный закон „О выборах Президента Российской Федерации“» вся система общественных палат России подключилась к организации общественного наблюдения за выборами Президента России, в ходе которого удалось привлечь около 150 тысяч наблюдателей по всей России.
Следующим этапом стало развёртывание системы общественного наблюдения за выборами регионального уровня. С июля 2018 субъекты общественного контроля, федеральная и региональные общественные палаты, а через них любые общественные организации, волонтёры и активные граждане России получили право присутствовать на избирательных участках и осуществлять наблюдение за выборами, которые проходят в стране. Общественным палатам регионов дано право направлять наблюдателей в избирательные комиссии соответствующего субъекта РФ.
ОП РФ разработала стандарты процедуры осуществления общественного контроля, которые применялись в ходе голосования на выборах Президента и были использованы в единый день голосования в 2018 и 2019 годах. Для обеспечения высокого уровня процесса наблюдения совместно с ЦИК РФ был разработан «золотой стандарт» общественного наблюдения. «Золотой стандарт» хорошо себя зарекомендовал в качестве ориентированного на реальную практику чек-листа по организации и осуществлению наблюдения.
В 2020 году в Законе о поправках к Конституции ОП РФ и региональные общественные палаты получили право назначать общественных наблюдателей за ходом общероссийского голосования по поправкам к Конституции.
#НаКонтроле2020
ОП РФ запустила специальный проект #НаКонтроле2020. Цель проекта — информирование граждан о мерах поддержки населения, бизнеса и НКО во время пандемии коронавируса. На портале работают 4 горячие линии: меры поддержки для населения и бизнеса, вопросы общего характера; некоммерческий сектор в условиях пандемии коронавируса — «ВместеНКО»; деятельность медицинских учреждений, врачебного сообщества и профилактика распространения инфекции; распространение ложной, социально опасной фейковой информации, разъяснение законодательства и тактики противодействия фейкам.
Все свои предложения ОП РФ направила Председателю Правительства, руководителям Государственной Думы и Совета Федерации. В мае меры поддержки были одобрены главой государства и сейчас внедряются во всех регионах России.
Общественная палата России совместно с Минэкономразвития занимались формированием реестров некоммерческих организаций, которые нуждаются в помощи государства в связи с пандемией коронавируса. Всего создано два реестра НКО, которые смогут получить помощь от государства. В первом числится уже больше 23 тысяч организаций — это получатели президентских грантов и социально ориентированные НКО. Во второй реестр включены благотворительные организации, предоставлявшие ранее отчётность в Минюст, а также НКО с лицензией на образовательную деятельность.

### Закрытые проекты
Проект «Перспектива»
Проект Общественной палаты РФ «Перспектива» Архивная копия от 31 января 2016 на Wayback Machine — это комплексная система поиска и поддержки эффективных гражданских практик со всей страны. Участники проекта получали консультативную, методическую, информационную и иную поддержку от Общественной палаты РФ. Задача проекта — тиражировать успешные проекты активных граждан России с муниципального на региональный уровень, с регионального на федеральный. Был запущен в 2015 году.
В рамках проекта «Перспектива» осуществлялись:
- Исследование состояния некоммерческого сектора в федеральных округах, благодаря чему в конце года составлялась полная картина по развитию гражданского общества по всей стране, а также выпускался первый федеральный рейтинг Общественной палаты, измеряющий индекс социального капитала в каждом регионе России.
- Индивидуальное сопровождение проектов — оказание информационной, методической и ресурсной поддержки наиболее успешным гражданским практикам силами команды продюсеров проекта, а также членами ОПРФ.
- Премия «Я гражданин», которой Общественная Палата РФ награждала гражданских активистов за их вклад в развитие гражданского общества в регионах. В день народного единства, 4 ноября 2015 года, Общественная палата наградила авторов десяти лучших гражданских практик.

## Поддержка Общественной палатой праймериз «Единой России» (2016)
Общественная палата Российской Федерации оказала прошедшим в 2016 году праймериз «Единой России» заметную информационную поддержку, опубликовав до голосования положительные статьи об этом мероприятии, а также фактически агитировала за некоторых участников праймериз. Накануне голосования (21 мая 2016 года) пресс-служба разместила на официальном сайте Общественной палаты позитивные высказывания о праймериз Единой России тех 6 членов Общественной палаты РФ, которые выдвинули свои кандидатуры на праймериз. Также Общественная палата по сути агитировала на своём сайте ещё за 6 участников праймериз, которые в состав Палаты не входили. Агитацией вероятно можно считать и то, что пресс-служба Общественной палаты РФ об этих 6 лицах сообщила до голосования такую позитивную информацию: «Общественная Палата Российской Федерации с особым вниманием следит за тем, как проходят праймериз те гражданские активисты, с кем сложилось активное и плодотворное сотрудничество, как на уровне регионов, так и на федеральном уровне». И тут же, вероятно, чтобы избиратель мог проголосовать за этих активистов, были даны следующие сведения о них: фамилии, имена, род занятий, а также номера и названия округов, по которым за них можно будет проголосовать на следующий день — 22 мая 2016 года.
20 мая 2016 года на сайте Общественной палаты РФ был опубликован призыв секретаря Палаты А. В. Бречалова к гражданам РФ прийти и проголосовать 22 мая на праймериз. А. В. Бречалов заверил россиян, что на праймериз они смогут «выбрать именно тех, кого они хотят видеть кандидатами от партии „Единая Россия“ в своём регионе на предстоящих выборах». Выступления А. В. Бречалова и других членов общественных палат в поддержку праймериз «Единой России» вызвали негативные отклики. Бывший член Общественной палаты РФ Е. Лукьянова назвала агитацию за участие в праймериз со стороны членов федеральной и региональных общественных палат незаконной, заметив, что «не имеют права члены Общественной палаты допускать любые формы поддержки политических партий».
В праймериз «Единой России» в Государственную думу в 2016 году участвовали в качестве кандидатов следующие члены Общественной палаты РФ, о чём было сообщено избирателям на сайте Палаты (с указанием округов, по которым эти лица выдвинулись):
- Д. Сазонов, лидер пермского отделения Общероссийского народного фронта (победил в Кудымкарском одномандатном округе)[19];
- Н. Епихина (третье место по региональному партийному списку и третье же место по одномандатному округу[20];
- П. Сычёв (седьмое место по региональному партийному списку)[21];
- Л. Духанина (первое место по одномандатному округу)[22];
- К. Затулин (первое место по Сочинскому одномандатному округу)[23];
- А. Шолохов (первое место в региональном партийном списке и первое же место в одномандатном округе)[24].

## Структура
В 2006 году на первом пленарном заседании Общественной палаты была сформирована её структура. Было принято решение о формировании комиссий в соответствии с наиболее важными направлениями общественной жизни. В данный момент в Палате 20 действующих комиссий. 19 июня 2020 года на первом пленарном заседании VII состава Общественной палаты Российской Федерации были созданы 2 межкомиссионные рабочие группы: межкомиссионная рабочая группа по контролю за обращениями, которую возглавляет первый заместитель Секретаря Общественной палаты РФ Вячеслав Бочаров, и межкомиссионная рабочая группа по обеспечению взаимодействия с общественными советами, которую возглавляет заместитель Секретаря Общественной палаты РФ Владислав Гриб.
В целях оперативного решения наиболее острых, злободневных вопросов создан Совет Общественной палаты. В него входят Секретарь ОП РФ, заместители Секретаря ОП РФ, председатели всех комиссий и руководитель Аппарата Общественной палаты РФ. Каждый член Общественной палаты является членом одной комиссии с правом решающего голоса, также по своему желанию он может входить в другие комиссии с правом совещательного голоса.

### Совет Общественной палаты
В состав Совета Общественной палаты входят: секретарь Общественной палаты, Почётный секретарь Общественной палаты, первый заместитель секретаря Общественной палаты, заместители секретаря Общественной палаты, постоянный представитель совета старейшин, председатели комиссий, руководитель Аппарата Общественной палаты. Совет Общественной палаты собирается, как правило, один раз в месяц. По предложению секретаря Общественной палаты, а также не менее чем половины членов совета Общественной палаты может быть назначено 20 внеочередное заседание совета Общественной палаты.

### Комиссии
Комиссии и межкомиссионные рабочие группы, созданные по решению Общественной палаты, образуются на срок, не превышающий срока полномочий Общественной палаты очередного состава. Численный состав каждой комиссии определяется советом Общественной палаты, но не может быть менее 5 членов Палаты. Член Общественной палаты может быть членом только одной комиссии. Член комиссии вправе принимать участие в работе других комиссий с правом совещательного голоса и в работе межкомиссионных рабочих группах. В состав комиссии не могут входить секретарь Общественной палаты, первый заместитель и заместители секретаря Общественной палаты.
Заседания комиссии проводятся, как правило, один раз в месяц. Информация о работе комиссии размещается на сайте Общественной палаты.
Заседание комиссии Общественной палаты правомочно, если на нём присутствует более половины от общего числа членов комиссии.
По решению Общественной палаты седьмого созыва (2020—2023 гг.) созданы 20 комиссий.
- Комиссия по делам молодёжи, развитию добровольчества и патриотическому воспитанию, председатель — Родионова Елена Геннадьевна;
- Комиссия по развитию информационного сообщества, СМИ и массовых коммуникаций, председатель — Сабитов Рифат Абдулвагапович;
- Комиссия по вопросам развития культуры и сохранению духовного наследия, председатель — Великанова Ирина Яковлевна;
- Комиссия по развитию дошкольного, школьного, среднего профессионального образования и просветительской деятельности, председатель — Кравченко Наталья Васильевна;
- Комиссия по развитию высшего образования и науки, председатель — Погосян Михаил Асланович;
- Комиссия по развитию экономики и корпоративной социальной ответственности, председатель — Алёшин Борис Сергеевич;
- Комиссия по социальной политике, трудовым отношениям и поддержке ветеранов, председатель — Починок Наталья Борисовна;
- Комиссия по ЖКХ, строительству и дорогам, председатель — Дзюба Галина Юрьевна;
- Комиссия по охране здоровья граждан и развитию здравоохранения, председатель — Бокерия Лео Антонович;
- Комиссия по физической культуре и популяризации здорового образа жизни, председатель — Винер-Усманова Ирина Александровна;
- Комиссия по экологии и охране окружающей среды, председатель — Шаройкина Елена Акинфовна;
- Комиссия по экспертизе общественно значимых законопроектов и иных правовых инициатив, председатель — Корсик,Константин Анатольевич;
- Комиссия по территориальному развитию и местному самоуправлению, председатель — Максимов Андрей Николаевич;
- Комиссия по развитию агропромышленного комплекса и сельских территорий, председатель — Сирота Олег Александрович;
- Комиссия по вопросам благотворительности и социальной работе, председатель — Ткаченко Александр Евгеньевич;
- Комиссия по развитию некоммерческого сектора и поддержке социально ориентированных НКО, председатель — Тополева-Солдунова Елена Андреевна;
- Комиссия по безопасности и взаимодействию с ОНК, председатель — Воронцов Александр Васильевич;
- Комиссия по демографии, защите семьи, детей и традиционных семейных ценностей, председатель — Рыбальченко Сергей Игоревич;
- Комиссия по гармонизации межнациональных и межрелигиозных отношений, председатель — Зорин Владимир Юрьевич;
- Комиссия по доступной среде и развитию инклюзивных практик, председатель — Гурцкая Диана Гудаевна.

### Рабочие группы
По решению совета Общественной палаты могут быть образованы и упразднены рабочие группы Общественной палаты и рабочие группы при комиссиях, которые являются временными рабочими органами Общественной палаты и действуют в течение срока полномочий очередного состава Общественной палаты. Руководители и персональный состав рабочих групп Общественной палаты, а также руководители рабочих групп при комиссиях утверждаются советом Общественной палаты. Персональный состав рабочих групп при комиссиях утверждается председателями соответствующих комиссий.

### Аппарат Палаты
Аппарат Общественной палаты в соответствии с Федеральным законом «Об Общественной палате» является федеральным казённым учреждением и осуществляет организационное, правовое, аналитическое, информационное, документационное, финансовое и материально-техническое обеспечение деятельности Общественной палаты, Уполномоченного при Президенте Российской Федерации по правам ребёнка. Аппарат Общественной палаты предварительно рассматривает обращения граждан и организаций, поступившие в Общественную палату, передаёт указанные обращения в соответствующие органы Общественной палаты, по поручению которых проводит мероприятия и готовит проекты ответов.
Функциональные обязанности структурных подразделений Аппарата Общественной палаты доводятся до сведения всех членов Палаты. Руководитель Аппарата Общественной палаты ежегодно информирует членов Палаты о деятельности Аппарата.

## Сотрудничество
Общественная палата может привлекать к своей работе общественные объединения, иные некоммерческие организации и иные объединения граждан Российской Федерации, представители которых не вошли в её состав. Решение об участии в работе Общественной палаты общественных объединений, иных некоммерческих организаций и иных объединений граждан Российской Федерации, представители которых не вошли в её состав, принимается советом Общественной палаты. В своём интервью журналу «Русский репортёр» после избрания секретарём Общественной палаты Валерий Фадеев в 2017 году пояснил, что активисты, которые борются с властью — это «не наши партнёры». Журналист издания поинтересовался причиной такой позиции, но что Фадеев ответил: «Не надо путать активизм с провокацией».
По мнению Секретаря ОП РФ Лидии Михеевой, появление в Конституции России поправки о поддержке институтов гражданского общества и НКО и обеспечении их участия в выработке государственной политики показывает отношение государства к гражданскому обществу как к партнёру.

### Международное сотрудничество
Палата c 2011 года входит в Президиум Международной Ассоциации экономических и социальных советов и схожих институтов (МАЭСССИ), подписан Меморандум с Европейским социально-экономическим комитетом. В 2013 году Россия возглавила МАЭСССИ. В 2015 году передала полномочия Доминиканской Республике.
27 октября 2021 года, в ходе сессии генеральной ассамблеи МАЭСССИ, состоялась процедура передачи полномочий председателя ассоциации на период с 2021 по 2023 год к Общественной палате Российской Федерации.

## Руководство
Общественную палату возглавляет секретарь.
С 19 июня 2020 года должность занимает Лидия Юрьевна Михеева.
Секретарь Общественной палаты избирается из числа членов Общественной палаты открытым голосованием на первом пленарном заседании Общественной палаты. Общественная палата может принять решение о проведении открытого голосования. Член Общественной палаты, выдвинутый для избрания секретарём Общественной палаты, имеет право заявить о самоотводе. Заявление о самоотводе принимается без обсуждения и голосования. В ходе обсуждения, которое проводится по всем кандидатам, давшим согласие на избрание секретарём Общественной палаты, кандидаты выступают на заседании Палаты и отвечают на вопросы членов Общественной палаты. Члены Общественной палаты имеют право высказаться «за» или «против» кандидата, после чего обсуждение прекращается. Секретарь Общественной палаты считается избранным, если за него проголосовало более половины от общего числа членов Палаты. Секретарь Общественной палаты избирается на срок его полномочий в качестве члена Общественной палаты.
Полномочия секретаря
Секретарь Общественной палаты ведает вопросами внутреннего распорядка Общественной палаты; организует работу совета Общественной палаты и председательствует на его заседаниях; осуществляет общее руководство деятельностью Аппарата Общественной палаты, согласовывает основные документы, регламентирующие его деятельность; формирует проект повестки дня заседания Общественной палаты; подписывает решения, обращения, приглашения и иные документы, принятые Общественной палатой, советом Общественной палаты, а также запросы Общественной палаты, направляемые в федеральные органы государственной власти, органы государственной власти субъектов Российской Федерации, органы местного самоуправления, государственные и муниципальные организации; готовит к рассмотрению на заседании совета Общественной палаты поступившие законопроекты и иные документы; направляет поступившие в Общественную палату законопроекты и иные документы в комиссии Общественной палаты; представляет Палату; направляет заключения Общественной палаты по результатам экспертизы проектов законов Российской Федерации о поправках к Конституции Российской Федерации; направляет заключения Общественной палаты о нарушениях законодательства; подписывает распорядительные документы, документы, направляемые от имени Общественной палаты; участвует в соответствии с законодательством Российской Федерации в формировании общественных наблюдательных комиссий.
Почётный секретарь
Почётный секретарь Общественной палаты избирается из числа членов Общественной палаты открытым голосованием на первом пленарном заседании Общественной палаты. Кандидатуру Почётного секретаря Общественной палаты предлагают члены Общественной палаты. При этом каждый член Общественной палаты вправе предложить только одну кандидатуру. Почётный секретарь Общественной палаты должен обладать безупречной репутацией, пользоваться безоговорочным авторитетом среди коллег. Почётный секретарь входит в состав совета Общественной палаты с правом решающего голоса. Полномочия почётного секретаря Общественной палаты: представляет Общественную палату в отношениях с международными, зарубежными и отечественными организациями, участвует в работе международных организаций, а также в работе международных конференций, совещаний и других мероприятиях; представляет Общественную палату в отношениях с государственными и муниципальными органами власти, политическими, общественными и коммерческими организациями, средствами массовой информации; осуществляет награждение общественными наградами, учреждёнными Общественной палатой; осуществляет иные полномочия по поручению совета Общественной палаты.
Почётный президент федерального государственного бюджетного учреждения "Национальный исследовательский центр «Курчатовский институт», академик Российской академии наук Велихов Евгений Павлович был вновь избран почётным секретарём Общественной палаты РФ 19 июня 2020 года на первом пленарном заседании VII состава ОП РФ.

## Выборы палаты
В 2014 году прошли первые интернет-выборы части Общественной палаты. На 42 места претендовали 266 кандидатов, голосовать могли лишь зарегистрированные на портале госуслуг. Для регистрации нужно было заполнить онлайн-анкету (необходим паспорт и СНИЛС) и получить пароль доступа в отделении «Ростелекома», в ускоренном режиме можно зарегистрироваться в здании палаты. В ходе интернет-голосования в 2014 году, по данным ряда СМИ, были отмечен резкий рост голосов за ряд кандидатов, не ведших активной избирательной кампании, а также обвинения в применении административного ресурса в Москве и Санкт-Петербурге (массовый подвоз людей с оплатой их услуг после голосования, а также применение массовки). Интернет-голосование в Общественную палату РФ VI состава в 2017 году не проводилось, так как было отменено.

## Региональные общественные палаты

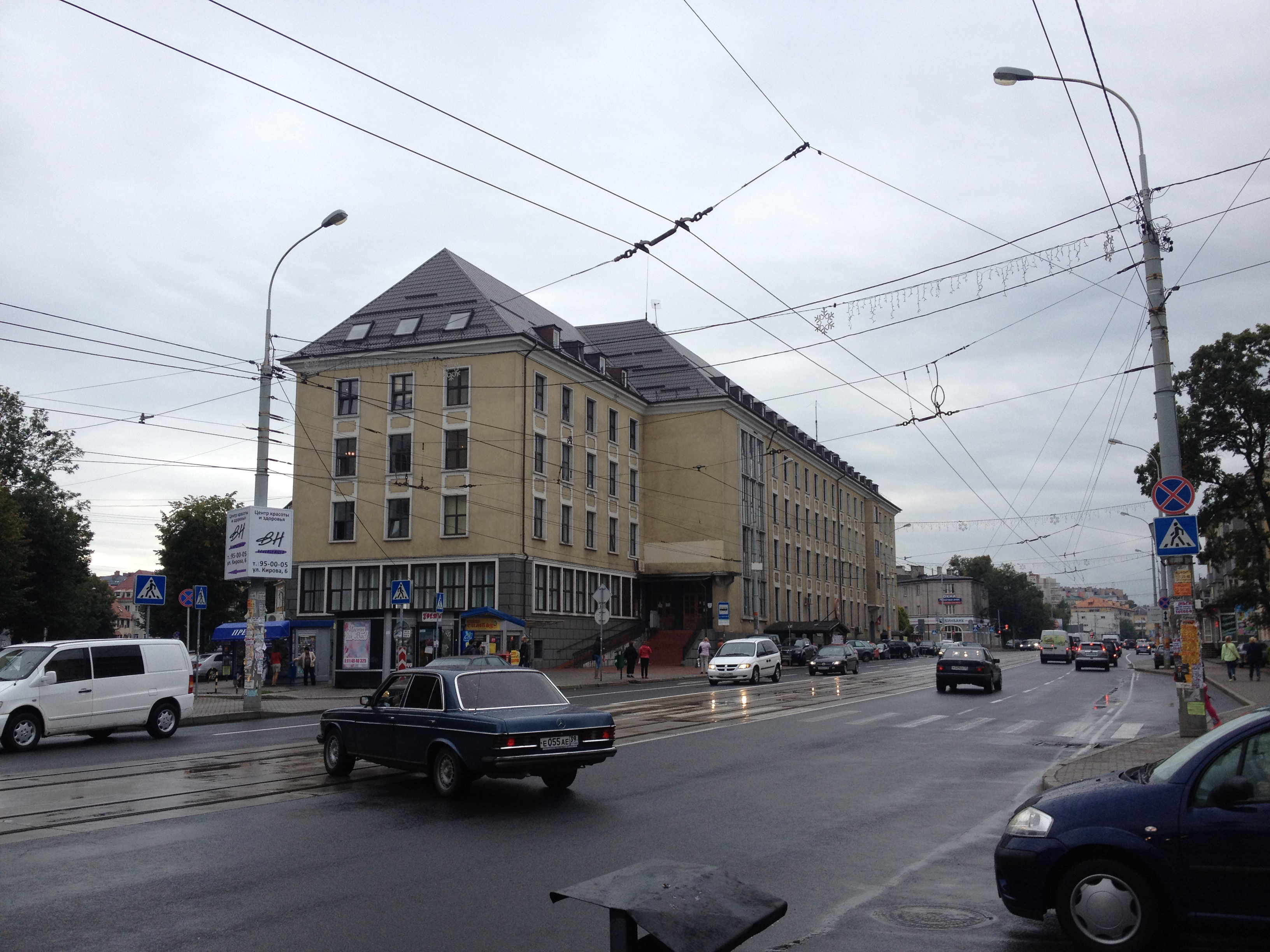
Общественная палата Калининградской области

В субъектах Российской Федерации созданы региональные общественные палаты. В некоторых регионах общественные палаты появились ещё до создания Общественной палаты Российской Федерации. Длительное время эти общественные палаты формировались по усмотрению властей регионов — в каждом субъекте Российской Федерации были свои способы создания этих совещательных структур. 1 января 2017 года вступил в силу специальный федеральный закон, который регламентирует порядок формирования и функции региональных общественных палат. Этим законом установлено, что треть членов Общественной палаты региона назначает глава региона из числа представителей общероссийских общественных организаций, которые функционируют на территории региона, а ещё треть — региональный парламент. Отобранные главой региона и региональным парламентом члены Общественной палаты выбирают ещё треть её состава — из числа представителей общественных организаций региона. При этом региональные власти вправе по своему усмотрению устанавливать порядок отбора этих членов и процедуру подсчёта голосов. Во многих регионах общественные палаты занимались выдвижением встречающих в обществе недовольство инициатив. Финансирование региональной общественной палаты происходит за счёт средств бюджета региона (конкретные размеры финансирования региональные власти определяют по своему усмотрению). В соответствии с федеральным законом с 2017 года региональные общественные палаты участвуют в формировании состава Общественной палаты Российской Федерации, делегируя в неё 85 представителей.

## Финансирование
Члены Общественной палаты не получают оплаты за свою деятельность. Однако сам аппарат Общественной палаты находится на государственном финансировании и участвует в государственных закупках наравне с федеральными органами власти.
По состоянию на 2013 год Общественная палата финансировалась из федерального бюджета: выделяемые средства шли на оплату командировок членов Общественной палаты, на проведение заседаний и на содержание аппарата Палаты.

## Доклады Общественной палаты
Общественная палата предоставляет федеральной власти ежегодные доклады о развитии гражданского общества в России. Тексты докладов готовят сторонние организации, которые могут быть никак не связаны с правозащитной деятельностью. Например, тендер на доклад Палаты в 2016 году выиграла фирма, специализирующаяся на пошиве одежды. На подготовку доклада из бюджета было выделено четыре с половиной миллиона рублей. При этом такие давно действующие в России негосударственные правозащитные организации как «Мемориал» и Московская хельсинкская группа не были допущены до государственного конкурса на разработку этого доклада. Вместо них допустили только две структуры — рекламное агентство и мастерскую по пошиву одежды. По мнению негосударственных правозащитников качество ежегодных докладов Общественной палаты о правах человека и развитии гражданского общества крайне низкое. Представитель Московской хельсинкской группы Валерий Борщёв назвал в 2016 году доклады Общественной палаты «имитационными», отметив, что ни разу к их составлению не привлекали ведущие правозащитные организации.
Секретарь Общественной Палаты Александр Бречалов в ноябре 2016 года заявил, что Общественная палата «никогда не готовила доклада о правах человека» и отметил, что «ни разу ни в каких конкурсных процедурах, проводимых Общественной палатой РФ, не было заявок на участие от таких организаций, как „Мемориал“, „Московская Хельсинкская группа“, „Комитет за права человека“». Преемник Бречалова Валерий Фадеев в июне 2017 года признал, что доклад о состоянии гражданского общества для Общественной палаты должна была подготовить фирма, занимавшаяся пошивом одежды, но отметил, что в уставе этой организации «десятки других пунктов есть, и эта организация вполне могла заниматься той работой, в которой они и выиграла тендер».

## Оценки
Социологические исследования показывают, что уровень доверия подавляющего большинства россиян к Общественной палате крайне низок, а большинство населения страны не знает о самом существовании этого органа. Опрос, проведённый Фондом «Общественное мнение» в 2012 году показал, что только 3 % опрошенных оценивают деятельность Палаты позитивно, а 54 % вообще не знали о её существовании. Схожие результаты показало исследование, проведённое «Левада-центром» в феврале 2014 года: о существовании Общественной палаты слышали 53 % опрошенных, а её деятельность считают полезной для страны 11 % опрошенных.
В феврале 2017 года Общероссийский гражданский форум провёл опрос 140 экспертов ОГФ и Комитета гражданских инициатив, согласно которому Общественная палата работает неэффективно. Согласно опубликованному КГИ документу «Подходы к совершенствованию института Общественной палаты», этому общественному институту необходима реформа. Среди предлагаемых нововведений: дарование законодательных инициатив, формулировка требований к процедуре их выработки и общественного обсуждения, выборность членов путём голосования НКО и общественных объединений, отказ от квот президента и общественных палат.
В ноябре 2023 года Владимир Путин отметил, что Общественной палате было выделено 125 млрд рублей президентских грантов на реализацию/ государственных проектов, которые так или иначе сказались на жизни 15 миллионов россиян. Глава государства поблагодарил Общественную палату за совместную деятельность с фондом «Защитники Отечества» по заботе семьях военнослужащих, на деятельность которого в июне было выделено 1,3 млрд рублей.

## Критика
Формально Общественная палата создана для учёта потребностей и интересов граждан Российской Федерации, защиты их прав и свобод, а также прав общественных объединений. Формально Общественная палата не должна поддерживать ни одну из политических партий. Однако на практике это не всегда так. Например, в мае 2016 года Общественная палата поддержала праймериз партии «Единая Россия», опубликовав до начала голосования положительные статьи об этом внутрипартийном мероприятии и агитировала за некоторых участников этого внутрипартийного мероприятия. Многие российские негосударственные правозащитные организации считают деятельность Общественной палаты имитацией. Общественная палата ежегодно подаёт доклад о состоянии гражданского общества в России, который готовят не члены палаты, а отбираемая по конкурсу коммерческая структура, которая может не являться правозащитной (например, в 2016 году доклад доверили составлять фирме, занимающейся пошивом одежды).
Общественная палата Российской Федерации подвергается критике со стороны негосударственных правозащитных организаций России. В 2016 году представитель Московской хельсинкской группы Валерий Борщёв отметил, что Общественная палата ни разу не учитывала мнение крупных правозащитных некоммерческих организаций и «всегда дистанцируется от общества». Глава движения «За права человека» Лев Пономарёв сообщил: «ОП была создана сверху и с самого начала мы были против её появления». По словам Пономарёва, в 2016 году в составе Общественной палаты был только «один или два человека, которые действительно заинтересованы защитой прав граждан».
Член двух созывов Общественной палаты Максим Шевченко в 2020 году заявил, что палата превратилась в «хор мальчиков и девочек по поддержке властных инициатив», и отметил мотивы вхождения в эту структуру:

… там есть возможность получения грантов. Формально член Общественной палаты не получает зарплату, но их грантовые заявки, безусловно, будут выполняться в первую очередь. То есть через гранты лояльность всё равно будет оплачена
Значительная часть членов Общественной палаты никакой деятельностью в ней не занимается. Бывший секретарь Общественной палаты Александр Бречалов говорил, что около половины членов Палаты ничего не делают. По словам преемника Бречалова Валерия Фадеева, заставить работать таких членов Общественной палаты или исключить их из её состава невозможно.

## Скандалы
В ходе интернет-голосования в 2014 году были отмечен резкий рост голосов за ряд кандидатов, не ведших активной избирательной кампании, а также обвинения в применении административного ресурса в Москве и Санкт-Петербурге (массовый подвоз людей с оплатой их услуг после голосования, а также применение массовки).
В ходе голосования были отстранены член «Единой России» и глава «Ассоциации почётных граждан, наставников и талантливой молодёжи» Леонид Шафиров и президент благотворительного фонда «Доступный спорт» Дмитрий Пирог за применение админресурса и денежных поощрений за «правильное» голосование. После этого были закрыты пункты ускоренной регистрации на Госуслугах, проголосовать можно было в интернете.
28 мая коалиция оппозиционных кандидатов в ОП РФ отправила Вячеславу Володину и в саму ОП письма с жалобами на условия проведения выборов, требуя отменить их результаты, снять с участия фальсификаторов, продлить срок выборов и дать кандидатам показать честные результаты. В случае, если жалобы не будут проверены, оппозиционный блок был готов сняться с выборов. Также они обратилась в рабочую группу палаты с просьбой запросить у «Ростелекома» данные о случаях массового голосования за одних и тех же кандидатов с одного ip-адреса и расследовать каждый эпизод. Также была направлена жалоба на поручение руководителя Росстандарта Григория Элькина, который попросил подведомственные предприятия «провести работу» по регистрации на портале госуслуг и «рассмотреть кандидатуру» одного из кандидатов — лидера по абсолютному числу голосов, кандидата от Союза потребителей Владимира Слепака.
По итогам заседания 28 мая комиссия не стала наказывать Слепака и фактически указала на то, что проверить ip-адреса голосовавших нельзя. Несмотря на то, что в последние 2 дня Ростелеком выявил возросший поток обращений с нескольких ip-адресов на сайт голосования, узнать, за кого они голосовали, не представилось возможным.
В ночь на 31 мая были подведены итоги интернет-голосования, в ходе которого за 259 кандидатов в 14 номинациях было отдано более 2,3 млн голосов, в выборах приняло участие более 350 000 избирателей. Большую часть избранных составили представители лояльных Кремлю организаций: руководитель фонда ИСЭПИ Дмитрий Бадовский, бывшая соратница первого замруководителя президентской администрации Вячеслава Володина Мария Комарова, бывший пресс-секретарь «Наших» Кристина Потупчик и активист проекта «Наших» «Стопхам» Дмитрий Чугунов, автор песни «Давай вперёд, Владимир Путин!» Владимир Слепак, организатор пикета у посольства США в Москве против санкций Артём Кирьянов, организатор акций в защиту русского языка на Украине Денис Рыжий. Ни один кандидат из неофициального «списка Алексея Навального», несмотря на лидерство в начале кампании, в палату не прошёл.
Оспорить результаты электронных выборов нельзя, так как их организатор — не юрлицо, и суды не будут принимать иски к рассмотрению. По оценке сопредседателя Движения в защиту прав избирателей «Голос» Григория Мельконьянца, выборы превратились в фарс из-за опасений власти, что в палату пройдут критически настроенные люди.

## Секретари ОП РФ
- Михеева, Лидия Юрьевна с 2020 года
- Фадеев, Валерий Александрович (2017—2019)
- Бочаров, Вячеслав Алексеевич 2017 год
- Бречалов, Александр Владимирович (2014—2017)
- Велихов, Евгений Павлович (2005—2014)